# Penisa violacea
Penisa violacea là một loài bướm đêm trong họ Noctuidae.